# Charles Frederick Worth

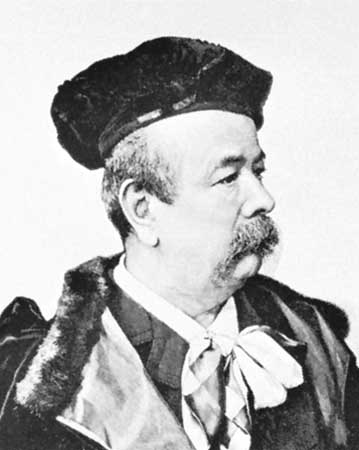
Charles Frederick Worth

Charles Frederick Worth (* 13. November 1825 in Bourne, Lincolnshire; † 10. März 1895 in Paris) war ein englischer Modeschöpfer, der als der Begründer der Haute Couture gilt.

## Leben
Mit 13 Jahren begann Worth eine Textilverkäuferlehre bei dem Londoner Tuchhandelsunternehmen Swan & Edgar in London und anschließend bei Lewis & Allenby, damals Seidenlieferanten von Königin Victoria. Während dieser Zeit besuchte er auch die National Gallery, wo er von den auf Porträts abgebildeten historischen Gewändern fasziniert war. 1845 ging er nach Paris zu Gagelin & Opigez, einem Handelshaus für hochwertige Seidenstoffe. Dort lernte er seine spätere Frau Marie Augustine Vernet kennen. Sie war als Mannequin tätig, das Schals und Hüte vorführte. Worth entwarf für sie einige einfache Kleider, welche die Seidenstoffe des Hauses besonders gut zur Geltung brachten, worauf Kunden begannen, nach Kopien dieser Modelle zu fragen. Auf der ersten Weltausstellung im Jahr 1851, der Great Exhibition in London, erhielt Worth für seine Kreationen eine Goldmedaille. Vier Jahre später auf der Pariser Weltausstellung von 1855 zeigte er einen frei von den Schultern herabhängenden Mantel (Manteau de cour), mit dem er den 1. Preis gewann.
Worth, der 1856 zum Juniorpartner in der Firma aufgestiegen war, versuchte die Mitinhaber dazu zu bewegen, den Geschäftsumfang auf die Produktion von Kleidern auszudehnen. Diese zögerten jedoch, in ein Geschäftsfeld einzusteigen, das (im Vergleich zum Stoffhandel) eine so geringe Reputation besaß. Worth fand jedoch einen wohlhabenden Schweden, Otto Bobergh, der bereit war, die Finanzierung eines Modehauses zu übernehmen. 1858 eröffneten sie die Firma unter dem Namen Worth et Bobergh in der Rue de la Paix in Paris. Das Unternehmen hatte sehr schnell Erfolg. Eine von Worth kreierte Abendgarderobe aus silbernem Tüll, Gänseblümchen, rosa Herzen und silbernen Pailletten, welche Fürstin Pauline von Metternich, Gattin des österreichischen Botschafters, auf einem Staatsball trug, fiel der Kaiserin Eugénie auf und Worth avancierte zum Hoflieferanten. Andere berühmte Namen folgten, zum Beispiel Königin Victoria, Elisabeth „Sissi“ von Österreich, die für ihre Schönheit gefeierte Lillie Langtry, die Schauspielerin Sarah Bernhardt, die Sopranistin Nellie Melba und die Halbweltdame Cora Pearl. Viele seiner Kundinnen nahmen die lange Anreise nach Paris in Kauf, um sich von Worth einkleiden zu lassen.
Worth schmeichelte seinen Kundinnen mit luxuriösen Materialien und sorgfältigem Schnitt. Während zuvor die Kundinnen das Design ihrer Kleider vorgaben, stellte er viermal im Jahr Modellkreationen in Modeschauen vor. Die Kundin wählte sich ein Modell aus, das mit einem Stoff ihrer Wahl anschließend nach Maß angefertigt wurde. 1870 beschäftigte der Betrieb über 1200 Näherinnen, die jede Woche mehrere hundert Kleider herstellten. Seine Modelle waren so teuer, dass selbst begüterte Kundinnen sie sich jeweils nach der neuesten Mode umändern ließen.
Während des Deutsch-Französischen Krieges von 1870/71 schloss das Modehaus vorübergehend und die Räume dienten als Krankenhaus. Als es 1871 wieder eröffnet wurde, schied der Finanzier Bobergh aus der Firma aus und Worth nahm seine beiden Söhne, Gaston und Jean-Philippe, in das Geschäft auf. Diese führten das Unternehmen auch nach seinem Tod weiter. Im Jahre 1956 wurde das Haute-Couture-Atelier in Paris geschlossen, die Dependance in London folgte Anfang der 1970er Jahre.
Worth revolutionierte mit seiner Art der Kleiderproduktion die Modeindustrie. Er war der erste Modeschöpfer, der mehr als Künstler denn als Handwerker verstanden wurde. Darüber hinaus war sein Einfluss auf die Mode insgesamt sehr groß. Schon 1867 schuf er ein Vertriebsprogramm, das ausländischen Einkäufern den Erwerb von Schnittmustern ermöglichte. Entsprechend seinem Selbstverständnis als Künstler war in seine Modelle ein Sticketikett mit seinem Namen eingenäht. Seine Kleidung war „komplett“, wenn sie sein Atelier verließ; anders als bei anderen Schneidern und Schneiderinnen war nicht vorgesehen, dass sie von einer Modistin mit Accessoires aufgeputzt wurde. Worth veränderte unter anderem die weibliche Silhouette, indem er Taille und Rocksaum versetzte und den rückwärtig gebauschten Rock und die Turnüre einführte. Aufsehen erregte er auch, als er die Rocklänge der Kaiserin um 25 Zentimeter kürzte.
1962 widmete das Brooklyn Museum in New York dem Moderevolutionär Worth eine Ausstellung.

Kreationen des Hauses Charles Frederick Worth
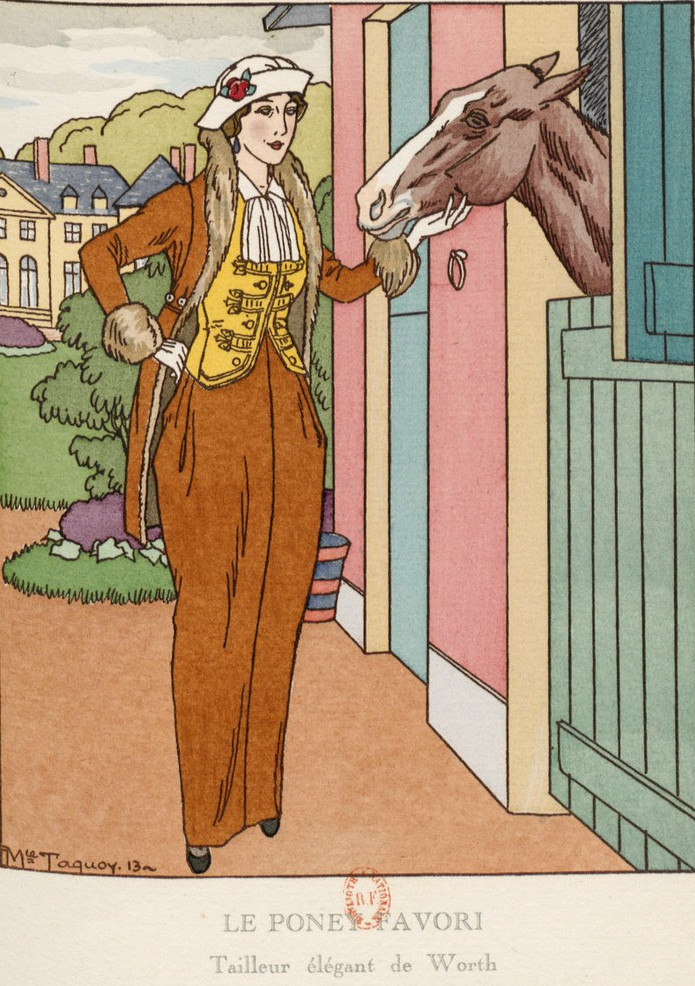
« Le poney favori. Tailleur élégant. » („Das Lieblingspony. Elegantes Kostüm.“) in La Gazette du bon ton, 1913
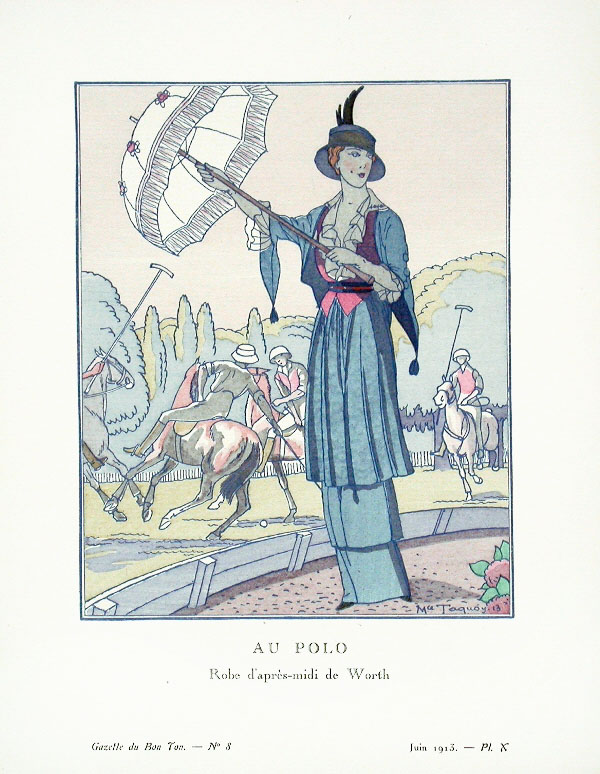
« Au polo. Robe d’après-midi de Worth. » („Beim Polo. Nachmittagsrobe.“) in La Gazette du bon ton, 1913
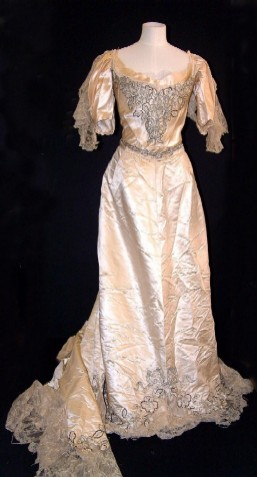
Robe im Museum von Bury St Edmunds
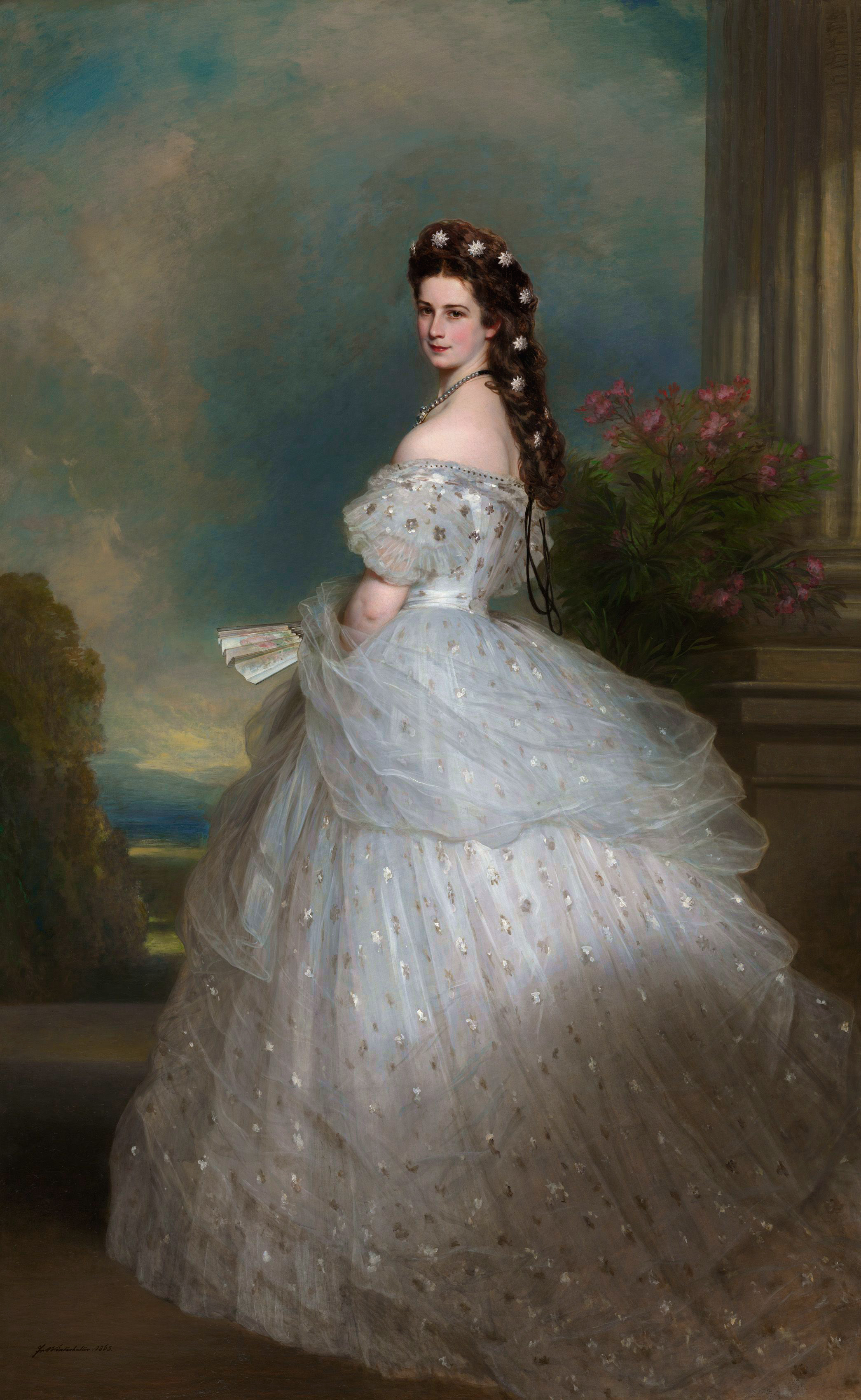
Elisabeth „Sissi“ von Österreich mit einem Kleid von Worth. Porträt von Franz Xaver Winterhalter, 1865
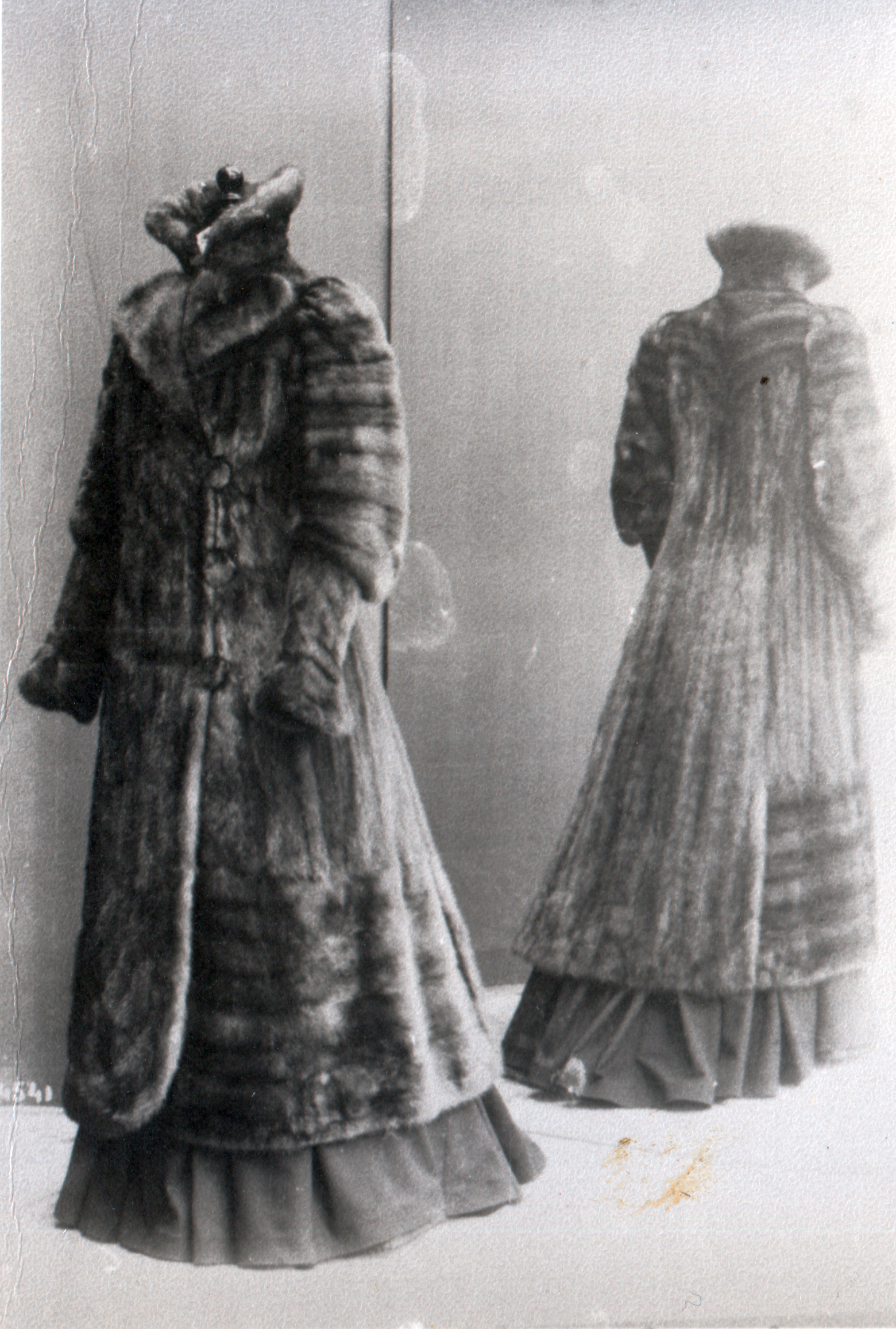
Pelzmantel, Foto datiert 1899